# Nordex
Nordex SE is een beursgenoteerde Duitse ontwerper en fabrikant van windturbines. Het bedrijf werd in 1985 opgericht in Give in Denemarken. Het hoofdkantoor staat in Rostock, maar het bestuur is gevestigd in Hamburg. 

## Activiteiten
Nordex is in 1985 opgericht. Windenergie werd toen nog op een bescheiden schaal toegepast en in de negentiger jaren kreeg deze vorm van energieopwekking meer aandacht. In 1987 werd de eerste turbine geleverd met een vermogen van 250 kilowatt. In 1999 werd de 1000ste turbine van het bedrijf geplaatst. In 2021 had Nordex sinds de oprichting in totaal voor 39 GW aan windenergie geïnstalleerd in meer dan 40 landen. Het bedrijf heeft zich gespecialiseerd in windturbines op land en is derhalve niet actief in de offshore markt. De grootste turbine van het bedrijf heeft een vermogen van 6 MW (N163/6.X). De productie is geconcentreerd in Duitsland en Spanje.
In 2015 nam Nordex de Spaanse windturbinebouwer Acciona over. Deze transactie werd op 1 april 2016 afgerond. In oktober 2019 voerde Nordex een kapitaalverhoging door waarmee het belang van Acciona steeg naar boven de 30%. Acciona is de grootste aandeelhouder met een belang van 47% per augustus 2022.
In 2020 verkocht Nordex zijn eigen ontwikkelprojecten op het gebied van zonne- en windenergie in Europa aan RWE. Deze afdeling met 70 medewerkers heeft vergevorderde plannen voor projecten met een totaal opgesteld vermogen van 2,7 GW. Deze overname vult de eigen projecten van RWE aan tot meer dan 24 GW. RWE betaalde zo'n € 400 miljoen aan Nordex waarvan het grootste deel als winst in het resultaat over 2020 werd opgenomen.
Medio 2021 deed het bedrijf een claimemissie. Er werden 42,7 miljoen aandelen uitgegeven hetgeen € 585 miljoen aan nieuw vermogen heeft opgeleverd. Dit geld is gebruikt ter versterking van de vermogenspositie en er zijn schulden mee afgelost.
In maart 2022 had het bedrijf te kampen met een cyberattack. Als een gevolg van deze verstoring kampte het bedrijf met productie- en installatieproblemen in het tweede en derde kwartaal van 2022.
Op 30 juni 2022 sloot Nordex zijn rotorbladproductiefaciliteit in Rostock, waardoor ongeveer 600 banen verloren gingen. Op de locatie werden rotorbladen voor turbines met een rotordiameter tot 149 meter geproduceerd. Redenen voor deze actie zijn de internationale concurrentiedruk, de daling van de vergoeding voor windenergieproductie met 50% binnen vijf jaar en de toegenomen vraag naar langere rotorbladen, die niet geproduceerd kunnen worden in Rostock. Gondels en hubs zullen echter in Rostock geproduceerd blijven worden.
In 2001 ging het bedrijf naar de effectenbeurs. Nordex staat sinds 2001 genoteerd op de Deutsche Börse en is onderdeel van de MDAX en TecDAX-aandelenindices. In deze laatste index zijn de 30 grote Duitse technologiebedrijven vertegenwoordigd. Het is ook onderdeel van de Renixx-index waarin bedrijven die groene energie leveren in zijn opgenomen.

### Resultaten
Van de omzet wordt zo'n 90% gerealiseerd met de verkoop van installaties voor energieprojecten. De resterende 10% bestaan uit inkomsten uit de dienstverlening. Deze laatste activiteit kent relatief hoge en stabiele winstmarges.
In 2022 was de omzet ruim 5,7 miljard euro en er werden turbines geplaatst met een totaal vermogen van 5221 MW. Veruit de belangrijkste afzetmarkt was Brazilië in datzelfde jaar. De activiteiten in Nederland en België zijn bescheiden. De winst in 2017 werd mede gedrukt door een voorziening van 40 miljoen euro als onderdeel van een kostenbesparingsprogramma. In 2020 werd het negatieve resultaat geflatteerd door een boekwinst op de verkoop van de eigen projectenafdeling aan RWE.
| Jaar | Omzet (× miljoen) | Nettoresultaat (× miljoen) | Geleverde turbines in MW | Gemiddeld aantal medewerkers |
| ---- | ----------------- | -------------------------- | ------------------------ | ---------------------------- |
| 2005 | € 309             | -                          | 321                      | 721                          |
| 2010 | € 1008            | € 21,2                     | 889                      | 2379                         |
| 2011 | € 927             | € –49,5                    | 970                      | 2643                         |
| 2012 | € 1101            | € –94,4                    | 919                      | 2536                         |
| 2013 | € 1502            | € 10,3                     | 1254                     | 2543                         |
| 2014 | € 1740            | € 39                       | 1489                     | 2800                         |
| 2015 | € 2430            | € 52                       | 1697                     | 3148                         |
| 2016 | € 3395            | € 95                       | 2622                     | 4645                         |
| 2017 | € 3078            | € 0                        | 2699                     | 5221                         |
| 2018 | € 2459            | € –84                      | 2522                     | 5385                         |
| 2019 | € 3285            | € –73                      | 3090                     | 6362                         |
| 2020 | € 4651            | € –130                     | 5461                     | 7791                         |
| 2021 | € 5440            | € –230                     | 6679                     | 8475                         |
| 2022 | € 5694            | € –498                     | 5221                     | 8866                         |